# Élections législatives pakistanaises de 1977
Les élections législatives pakistanaises de 1977 ont eu lieu le 7 mars 1977. Elles ont mené à la victoire du Parti du peuple pakistanais mais les résultats sont contestés par l’opposition et le scrutin annulé à la suite du coup d'État du 5 juillet 1977.

## Contexte
Les élections législatives de 1970, les premières élections libres et ouvertes de l'histoire du Pakistan, avaient abouti à la victoire de la Ligue Awami grâce à sa performance dans le Pakistan oriental. Face au refus des militaires qui étaient alors aux commandes de transférer le pouvoir, l'ancienne province se révolte et est durement réprimé par l'armée pakistanaise. Les rebelles sont néanmoins victorieux après l'intervention de l'armée indienne et le Bangladesh proclame son indépendance. Totalement humilié, le pouvoir militaire finit par céder et transfert le pouvoir au Parti du peuple pakistanais (PPP) qui était arrivé largement en tête au Pakistan occidental et dispose donc désormais d'une majorité absolue à l'Assemblée nationale après l'indépendance du Bangladesh.  
Le dirigeant et fondateur du PPP Zulfikar Ali Bhutto devient dès le 20 décembre 1971 président de la République, et commence à appliquer son programme prévu durant la campagne électorale. Il tente de socialiser l'économie en nationalisant les grandes industries et les principales banques du pays. En 1973, le président fait adopter une nouvelle Constitution qui prévoit un régime parlementaire et la prédominance du poste de Premier ministre. Ali Bhutto devient lui-même Premier ministre le 14 août 1973. Bien que cette Constitution soit plus démocratique que les deux textes suprêmes appliqués jusqu'ici, Ali Bhutto est de plus en plus critiqué pour son autoritarisme. Son pouvoir est de plus en plus contesté à partir de 1975. À la suite d’accusation de meurtres, plusieurs opposants sont arrêtés et emprisonnés à la suite du « tribunal d'Hyderabad » dont Khan Abdul Wali Khan et son fils Asfandyar Wali Khan. Alors que les prochaines élections sont prévues pour la seconde moitié de l'année 1977, Ali Bhutto prend la parole lors d'une allocution télévisée le 7 janvier 1977 et annonce l'avancement de l'élection.

## Résultats
| Partis                          | Voix       | %    | Sièges |
| ------------------------------- | ---------- | ---- | ------ |
| Parti du peuple pakistanais     | 10 148 040 | 60,1 | 155    |
| Alliance nationale pakistanaise | 6 032 062  | 35,7 | 37     |
| Autres et indépendants          | 709 081    | 4,1  | 8      |
| Total                           | 16 889 183 | 100  | 200    |

## Suites
À la suite du scrutin, les différents partis de l'opposition lancent rapidement un vaste mouvement de contestations au sein du pays afin de dénoncer les résultats.
Alors que le gouvernement de Zulfikar Ali Bhutto, affaibli, accepte de négocier avec l'opposition, un accord est conclu le 15 juin pour organiser un nouveau scrutin en octobre. Dans la soirée du 4 juillet, le Premier ministre annonce lors d'une conférence de presse qu'il invite l'opposition à négocier les modalités du scrutin. Cependant, l'armée mène, sous le commandement de son chef Muhammad Zia-ul-Haq, un coup d’État dans la nuit du 4 au 5 juillet.
Le coup est mené sans difficulté ni violence. Le général Zia se pose alors comme arbitre et seul à même de résoudre la crise politique, dénonçant l’incompétence des hommes politiques dans leur ensemble. Il n'affiche alors aucune ambition politique claire et promet même des élections sous trois mois. Le 10 novembre 1977, la Cour suprême juge le coup légal en s'appuyant sur la « doctrine de la nécessité », mais demande un retour rapide à la démocratie.
Alors que le général Zia promet une transition militaire temporaire, il annonce le retour à un pouvoir civil à la suite d'élections prévues en octobre. Zulfikar Ali Bhutto se lance immédiatement dans une tournée de campagne et reçoit un bon accueil avec de nombreux partisans dans les provinces du Sind et du Pendjab. L'ancien Premier ministre critique l'opposition et le pouvoir militaire, promettant « justice » pour Zia-ul-Haq. Le 3 septembre, il est arrêté par les militaires, sous le coup de l'accusation d'un meurtre remontant à 1974 et d'une enquête sur les fraudes électorales de 1977. Zia déclare de plus qu'un nouveau scrutin ne pourra être tenu avant que la justice ne se soit prononcée sur les charges criminelles pesant sur Bhutto et ses anciens lieutenants, mettant un terme à la transition politique promise.
Le 1er octobre 1977, les élections sont définitivement annulées et le 1er mars 1978, les activités politiques sont interdites. Entre-temps, Zia nomme un gouvernement de technocrates durant l'été 1978 puis devient officiellement président le 16 septembre 1978 alors que Fazal Elahi Chaudhry, le précédent chef de l’État, démissionne.